# Cyclostrema cancellatum
Cyclostrema cancellatum là một loài ốc biển, là động vật thân mềm chân bụng sống ở biển thuộc họ Liotiidae.

## Hình ảnh

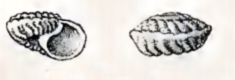
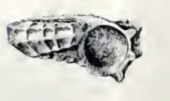